# Karl Niedrist
Karl Niedrist (1. června 1863 Münster – 9. listopadu 1926 Münster) byl rakouský křesťansko sociální politik, na počátku 20. století poslanec Říšské rady, v poválečném období poslanec rakouské Národní rady.

## Biografie
Vychodil národní školu. Působil jako rolník. Byl starostou rodného Münsteru. Angažoval se v Křesťansko sociální straně Rakouska. Byl poslancem Tyrolského zemského sněmu.
Na počátku 20. století se zapojil i do celostátní politiky. Ve volbách do Říšské rady roku 1907, konaných poprvé podle všeobecného a rovného volebního práva, získal mandát v Říšské radě (celostátní zákonodárný sbor) za obvod Tyrolsko 9. Usedl do poslanecké frakce Křesťansko-sociální sjednocení. Mandát obhájil za týž obvod i ve volbách do Říšské rady roku 1911 a byl členem klubu Křesťansko-sociální klub německých poslanců. Ve vídeňském parlamentu setrval až do zániku monarchie.Profesně byl k roku 1911 uváděn jako zemědělec a starosta.
Po válce zasedal v letech 1918–1919 jako poslanec Provizorního národního shromáždění Německého Rakouska (Provisorische Nationalversammlung). Od 22. července 1919 do 9. listopadu 1920 byl poslancem Ústavodárného národního shromáždění Rakouska a pak od 10. listopadu 1920 až do své smrti poslancem rakouské Národní rady.